# Campeonato Africano Sub-17 de 2015
El Campeonato Africano Sub-17 de 2015 fue la 11.ª edición. El concurso se llevó a cabo en Níger del 15 de febrero al 1 de marzo. Los semifinalistas participaron en la Copa Mundial de Fútbol Sub-17 de 2015 que se realizó en Chile, para la cual cuatro cupos estuvieron disponibles.

## Equipos participantes
| Equipos participantes | Equipos participantes | Equipos participantes | Equipos participantes | Equipos participantes |
| --------------------- | --------------------- | --------------------- | --------------------- | --------------------- |
| Camerún               | Guinea                | Costa de Marfil       | Malí                  |                       |
| Nigeria               | Níger                 | Sudáfrica             | Zambia                |                       |

## Sedes
| Niamey                         | Niamey | Niamey            |
| ------------------------------ | ------ | ----------------- |
| Estadio General Seyni Kountché | Niamey | Estadio Municipal |
| Capacidad: 35 000              | Niamey | Capacidad: 5000   |
|                                | Niamey |                   |

## Árbitros Oficiales
Los árbitros fueron:
Árbitros
| - Denis Batte - Gomno Daouda - Joaquin Esono Eyang - Jean-Jacques Ndala Ngambo - Lazard Tsiba Kamba | - Mustapha Ghorbal - Antoine Max Depadoux Effa Essouma - Helder Martins de Carvalho - Noureddine El Jaafari | - Ali Mohamed Adelaid - Ferdinand Anietie Udoh - Daouda Kebe - Kokou Hougnimon Fagla |

Árbitros asistentes
| - Ababacar Séné - Ahmed Hossam Taha - Arsénio Chadreque Marengula - Abdourahamane Diarra Soumana - Gilbert Cheruiyot | - Marius Donatien Tan - Mohammed Abdallah Ibrahim - Soulaimane Amaldine - Temesgin Samuel Atango - Abdoulaye Sylla | - Babadjide Bienvenu Dina - Hamza Hagi Abdi - Souru Phatsoane - Tapfumanei Mutengwa - Majed Rhouma |

## Resultados

### Primera fase
Los dos primeros de cada grupo pasan a la siguiente ronda. El sorteo se realizó el 21 de diciembre de 2014.

#### Grupo A
| Equipo  | Pts | PJ | PG | PE | PP | GF | GC | Dif |
| ------- | --- | -- | -- | -- | -- | -- | -- | --- |
| Nigeria | 7   | 3  | 2  | 1  | 0  | 6  | 2  | 4   |
| Guinea  | 4   | 3  | 1  | 1  | 1  | 3  | 3  | 0   |
| Zambia  | 3   | 3  | 1  | 0  | 2  | 3  | 5  | -2  |
| Níger   | 3   | 3  | 1  | 0  | 2  | 3  | 5  | -2  |

|  | Clasificado para la Copa Mundial de Fútbol Sub-17 de 2015 y las semifinales. |

##### Fecha 1
| 15 de febrero de 2015, 15:00 | Níger | 0:2 (0:2) | Nigeria                         | Estadio General Seyni Kountché, Niamey |                                        |
|                              |       | Reporte   | V. Osimhen 18' · K. Nwakali 29' | Árbitro(s): Helder Martins de Carvalho | Árbitro(s): Helder Martins de Carvalho |

| 15 de febrero de 2015, 18:00 | Guinea       | 1:0 (1:0) | Zambia | Estadio General Seyni Kountché, Niamey |                                 |
|                              | A. Toure 26' | Reporte   |        | Árbitro(s): Ali Mohamed Adelaid        | Árbitro(s): Ali Mohamed Adelaid |

##### Fecha 2
| 18 de febrero de 2015, 16:00 | Nigeria               | 1:1 (0:1) | Guinea               | Estadio General Seyni Kountché, Niamey |                                       |
|                              | K. Nwakali 82' (pen.) | Reporte   | S. Diallo 13' (pen.) | Árbitro(s): Jean-Jacques Ndala Ngambo  | Árbitro(s): Jean-Jacques Ndala Ngambo |

| 18 de febrero de 2015, 19:00 | Zambia                     | 2:1 (2:0) | Níger        | Estadio General Seyni Kountché, Niamey |                                 |
|                              | P. Daka 7' · W. Museba 16' | Reporte   | M. Gonda 65' | Árbitro(s): Joaquin Esono Eyang        | Árbitro(s): Joaquin Esono Eyang |

##### Fecha 3
| 21 de febrero de 2015, 18:30 | Níger                        | 2:1 (2:1) | Guinea       | Estadio General Seyni Kountché, Niamey        |                                               |
|                              | I. Boubacar 4' · I. Lara 39' | Reporte   | A. Keita 27' | Árbitro(s): Antoine Max Depadoux Effa Essouma | Árbitro(s): Antoine Max Depadoux Effa Essouma |

| 21 de febrero de 2015, 18:30 | Nigeria                               | 3:1 (2:0) | Zambia      | Estadio Municipal, Niamey    |                              |
|                              | V. Osimhen 36' 48' · K. Nwakali 45+1' | Reporte   | P. Daka 61' | Árbitro(s): Mustapha Ghorbal | Árbitro(s): Mustapha Ghorbal |

#### Grupo B
| Equipo          | Pts | PJ | PG | PE | PP | GF | GC | Dif |
| --------------- | --- | -- | -- | -- | -- | -- | -- | --- |
| Malí            | 7   | 3  | 2  | 1  | 0  | 6  | 3  | 3   |
| Sudáfrica       | 5   | 3  | 1  | 2  | 0  | 7  | 5  | 2   |
| Costa de Marfil | 4   | 3  | 1  | 1  | 1  | 4  | 4  | 0   |
| Camerún         | 0   | 3  | 0  | 0  | 3  | 3  | 8  | -5  |

|  | Clasificado para la Copa Mundial de Fútbol Sub-17 de 2015 y las semifinales. |

##### Fecha 1
| 16 de febrero de 2015, 16:00 | Costa de Marfil               | 2:2 (0:1) | Sudáfrica                   | Estadio Municipal, Niamey |                         |
|                              | K. Kouao 75' · I. Doumbia 83' | Reporte   | S. Mbatha 37' · K. Mayo 61' | Árbitro(s): Denis Batte   | Árbitro(s): Denis Batte |

| 16 de febrero de 2015, 19:00 | Malí                                          | 3:1 (0:0) | Camerún         | Estadio Municipal, Niamey    |                              |
|                              | M. Haidara 51' · S. Koita 72' · B. Traore 84' | Reporte   | T. Manguele 54' | Árbitro(s): Mustapha Ghorbal | Árbitro(s): Mustapha Ghorbal |

##### Fecha 2
| 19 de febrero de 2015, 16:00 | Sudáfrica                        | 2:2 (0:1) | Malí                         | Estadio Municipal, Niamey         |                                   |
|                              | L. Mkatshana 74' · K. Mohame 80' | Reporte   | S. Maiga 18' · B. Traore 60' | Árbitro(s): Kokou Hougnimon Fagla | Árbitro(s): Kokou Hougnimon Fagla |

| 19 de febrero de 2015, 19:00 | Camerún        | 1:2 (1:0) | Costa de Marfil                          | Estadio Municipal, Niamey         |                                   |
|                              | C. Nguidjol 3' | Reporte   | K. N'guessan 75' · I. Doumbia 80' (pen.) | Árbitro(s): Noureddine El Jaafari | Árbitro(s): Noureddine El Jaafari |

##### Fecha 3
| 22 de febrero de 2015, 16:30 | Costa de Marfil | 0:1 (0:1) | Malí          | Estadio Municipal, Niamey              |                                        |
|                              |                 | Reporte   | B. Traore 35' | Árbitro(s): Helder Martins de Carvalho | Árbitro(s): Helder Martins de Carvalho |

| 22 de febrero de 2015, 16:30 | Sudáfrica                                         | 3:1 (2:0) | Camerún         | Estadio General Seyni Kountché, Niamey |                                    |
|                              | F. Achille 3' (a.g.) · N. Maluleke 45' (pen.) 58' | Reporte   | C. Nguidjol 49' | Árbitro(s): Ferdinand Anietie Udoh     | Árbitro(s): Ferdinand Anietie Udoh |

### Segunda Fase
|  | Semifinales            | Semifinales            |   |                     | Final               | Final |  |
|  |                        |                        |   |                     |                     |       |  |
|  |                        |                        |   |                     |                     |       |  |
|  | 25 de febrero - Niamey |                        |   |                     |                     |       |  |
|  | Nigeria                | 0                      |   |                     |                     |       |  |
|  | Sudáfrica              | 1                      |   |                     |                     |       |  |
|  |                        |                        |   |                     |                     |       |  |
|  |                        |                        |   |                     | 1 de marzo - Niamey |       |  |
|  |                        |                        |   |                     | Sudáfrica           | 0     |  |
|  |                        | Malí                   | 2 |                     |                     |       |  |
|  |                        |                        |   |                     |                     |       |  |
|  |                        |                        |   |                     |                     |       |  |
|  |                        |                        |   |                     | Tercer lugar        |       |  |
|  | 26 de febrero - Niamey | 26 de febrero - Niamey |   | 1 de marzo - Niamey | 1 de marzo - Niamey |       |  |
|  | Malí                   | 2                      |   | Nigeria             | 1                   |       |  |
|  | Guinea                 | 1                      |   |                     | Guinea              | 3     |  |

### Semifinales
| 25 de febrero de 2015, 16:00 | Nigeria | 0:1 (0:1) | Sudáfrica   | Estadio General Seyni Kountché, Niamey |                                   |
|                              |         | Reporte   | K. Mayo 26' | Árbitro(s): Noureddine El Jaafari      | Árbitro(s): Noureddine El Jaafari |

| 26 de febrero de 2015, 16:00 | Malí                        | 2:1 (1:0) | Guinea       | Estadio General Seyni Kountché, Niamey |                              |
|                              | S. Koita 24' · A. Malle 52' | Reporte   | A. Toure 50' | Árbitro(s): Mustapha Ghorbal           | Árbitro(s): Mustapha Ghorbal |

### Tercer Puesto
| 1 de marzo de 2015, 16:00 | Nigeria        | 1:3 (1:2) | Guinea                          | Estadio General Seyni Kountché, Niamey |                          |
|                           | V. Osimhen 28' | Reporte   | A. Toure 34' · A. Keita 39' 53' | Árbitro(s): Gomno Daouda               | Árbitro(s): Gomno Daouda |

### Final
| 1 de marzo de 2015, 19:00 | Sudáfrica | 0:2 (0:0) | Malí                           | Estadio General Seyni Kountché, Niamey |                                   |
|                           |           | Reporte   | S. Bagayoko 64' · A. Malle 77' | Árbitro(s): Noureddine El Jaafari      | Árbitro(s): Noureddine El Jaafari |

|                 |
| Bandera de Mali |
| Campeón Malí    |
| Primer título   |

## Clasificados a la Copa Mundial de Fútbol Sub-17 de 2015
| Bandera de Mali | Bandera de Nigeria | Bandera de Guinea | Bandera de Sudáfrica |
| Malí            | Nigeria            | Guinea            | Sudáfrica            |
| --------------- | ------------------ | ----------------- | -------------------- |

## Goleadores
| Jugador                  | Equipo          | Goles |
| ------------------------ | --------------- | ----- |
| Victor Osimhen           | Nigeria         | 4     |
| Kelechi Nwakali          | Nigeria         | 3     |
| Boubacar Traore          | Malí            | 3     |
| Aboubacar Toure          | Guinea          | 3     |
| Aly Malle                | Malí            | 2     |
| Abdoulaye Jules Keita    | Guinea          | 2     |
| Idrissa Doumbia          | Costa de Marfil | 2     |
| Christian Bayemi         | Camerún         | 2     |
| Patson Daka              | Zambia          | 2     |
| Nelson Maluleke          | Sudáfrica       | 2     |
| Eric Mayo                | Sudáfrica       | 2     |
| Sekou Koita              | Malí            | 2     |
| Martin Hongla            | Camerún         | 1     |
| Wayne Museba             | Zambia          | 1     |
| Sam Diallo               | Guinea          | 1     |
| N'guessan Jonas Kouadio  | Costa de Marfil | 1     |
| Koffi Kouao              | Costa de Marfil | 1     |
| Katlego Mohamme          | Sudáfrica       | 1     |
| Luvuyo Katlego Mkatshana | Sudáfrica       | 1     |
| Ntuthuko Mbatha          | Sudáfrica       | 1     |
| Malick Saidou Gonda      | Níger           | 1     |
| Ismael Rabiou Lara       | Níger           | 1     |
| Issoufou Boubabcar       | Níger           | 1     |
| Sidiki Maiga             | Malí            | 1     |
| Mamadou Sangaré          | Malí            | 1     |
| Naby Bangoura            | Guinea          | 1     |
| Siaka Bagayoko           | Malí            | 1     |

## Jugador del partido
Al finalizar cada encuentro se eligió a un jugador como el mejor del partido, el premio fue otorgado al jugador con mayor incidencia en el juego y se denominó oficialmente Man of the Match.
| Fase de grupos - 1.ª ronda | Fase de grupos - 1.ª ronda | Fase de grupos - 2.ª ronda | Fase de grupos - 2.ª ronda | Fase de grupos - 3.ª ronda | Fase de grupos - 3.ª ronda | Segunda fase | Segunda fase |
| Jugador                    | Partido                    | Jugador                    | Partido                    | Jugador                    | Partido                    | Jugador      | Partido      |
| -------------------------- | -------------------------- | -------------------------- | -------------------------- | -------------------------- | -------------------------- | ------------ | ------------ |
| Kelechi Nwakali            | 0 : 2                      | Sam Diallo                 | 1 : 1                      | Issoufou Boubacar          | 2 : 1                      | - - -        | 0 : 1        |
| Abdoul Karim Conte         | 1 : 0                      | Patson Daka                | 2 : 1                      | Kelechi Nwakali            | 3 : 1                      | - - -        | 2 : 1        |
| Athenkonsi Dlala           | 2 : 2                      | Mamadou Fofana             | 2 : 2                      | Boubacar Traore            | 0 : 1                      | - - -        | 1 : 3        |
| Mamadou Sangare            | 3 : 1                      | N'guessan Kouadio          | 1 : 2                      | Nelson Maluleke            | 3 : 1                      | - - -        | 0 : 2        |